# Sotenäs (comuna)
Sotenäs (em sueco: Sotenäs kommun) é uma comuna da Suécia localizada no condado da Västra Götaland.
Sua capital é a cidade de Kungshamn.
Possui 138 quilômetros quadrados e segundo censo de 2018, havia 9 030.
A comuna é constituída pela península de Sotenäs, localizada no litoral da província histórica da Bohuslän e banhada pelo estreito de Escagerraque.
Está situada a 35 km a oeste da cidade de Uddevalla.

## Etimologia
O nome geográfico Sotenäs deriva das palavras Söti (antigo nome do fiorde Sotefjorden) e näs (ponta, cabo) designando ”a ponta que entra no fiorde Söti”.
A localidade está mencionada como Sotanese em 1317.

## Localidades principais
Localidades com mais população da comuna (2019):

| # | Localidade    | População |
| - | ------------- | --------- |
| 1 | Kungshamn     | 3 489     |
| 2 | Hunnebostrand | 1 987     |
| 3 | Smögen        | 1 307     |

## Economia

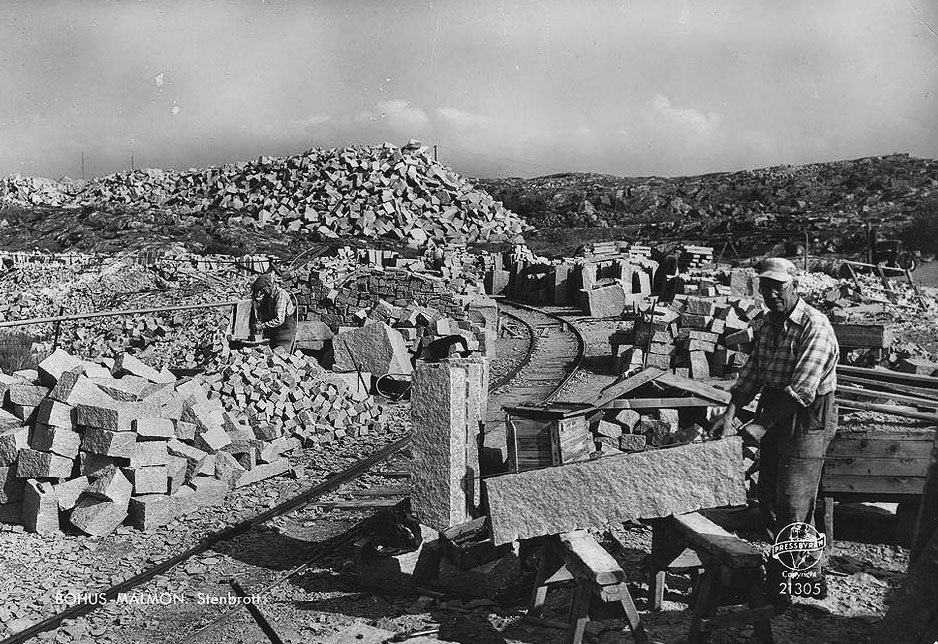
A indútria da pedra nos 1950

A economia de Sotenäs está tradicionalmente baseada na pesca, na extração da pedra e no turismo. Na década de 1960, chegaram imigrantes portugueses para trabalhar na indústria da pedra.

## Comunicações
A comuna de Sotenäs é servida pelas estradas regionais 174 (Dingle – Kungshamn) e 171 (Hallinden – Hunnebostrand).

## Património turístico
Alguns pontos turísticos mais procurados atualmente são:

- Arca Nórdica (Nordens Ark) - Parque zoológico com animais em risco de extinção
- Smögen - Ilha

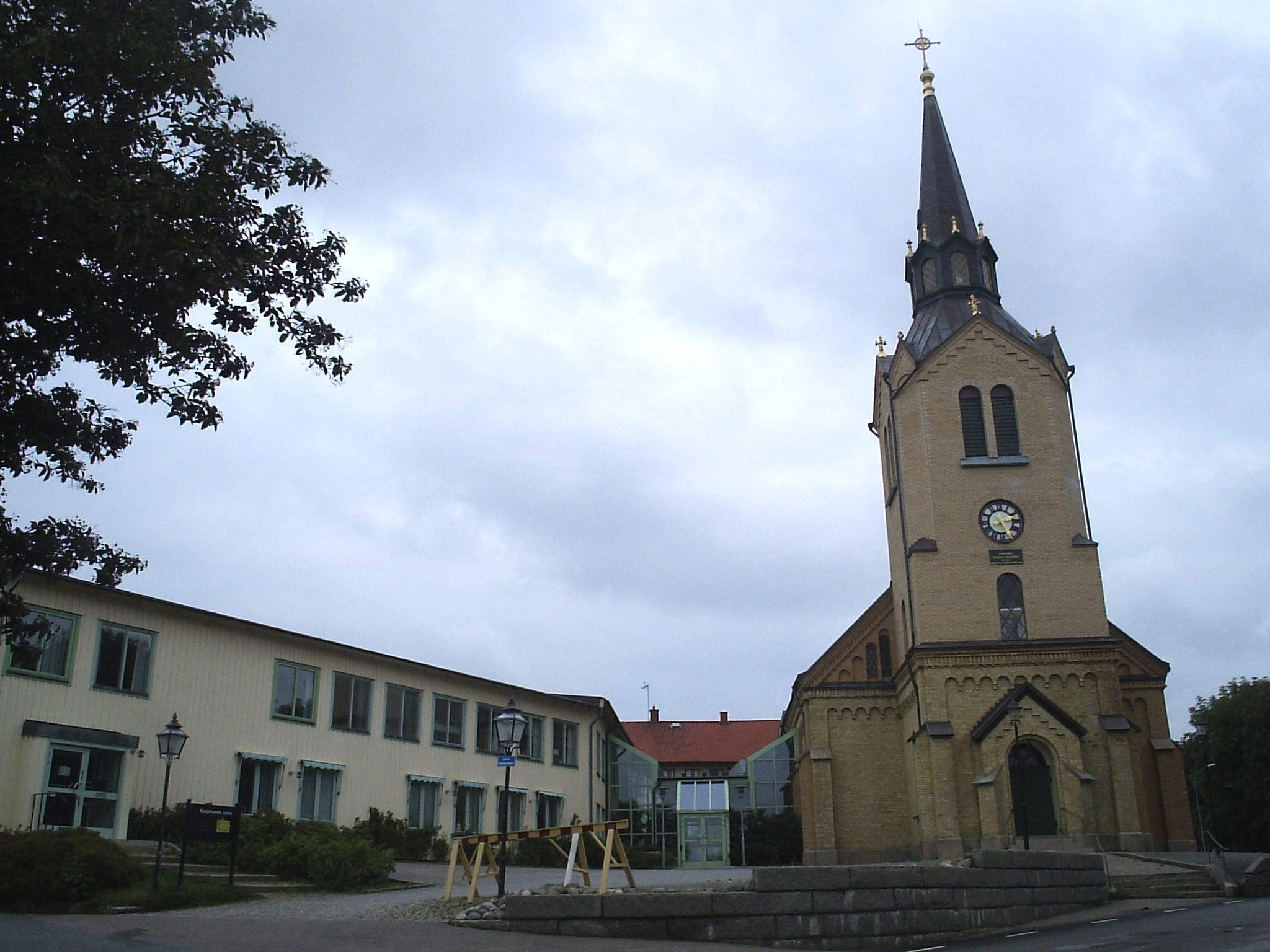
A igreja de Kungshamn
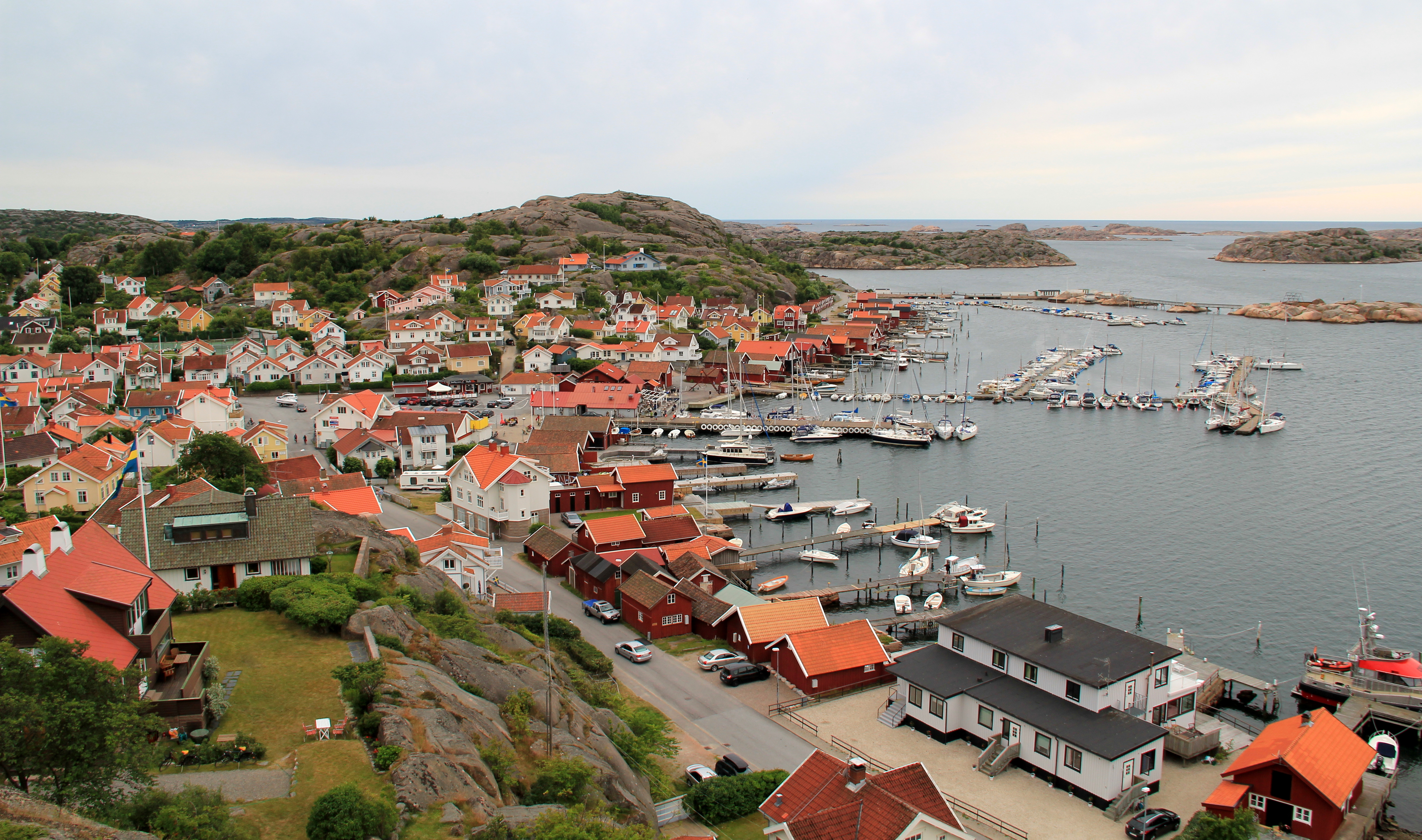
A localidade de Bovallstrand
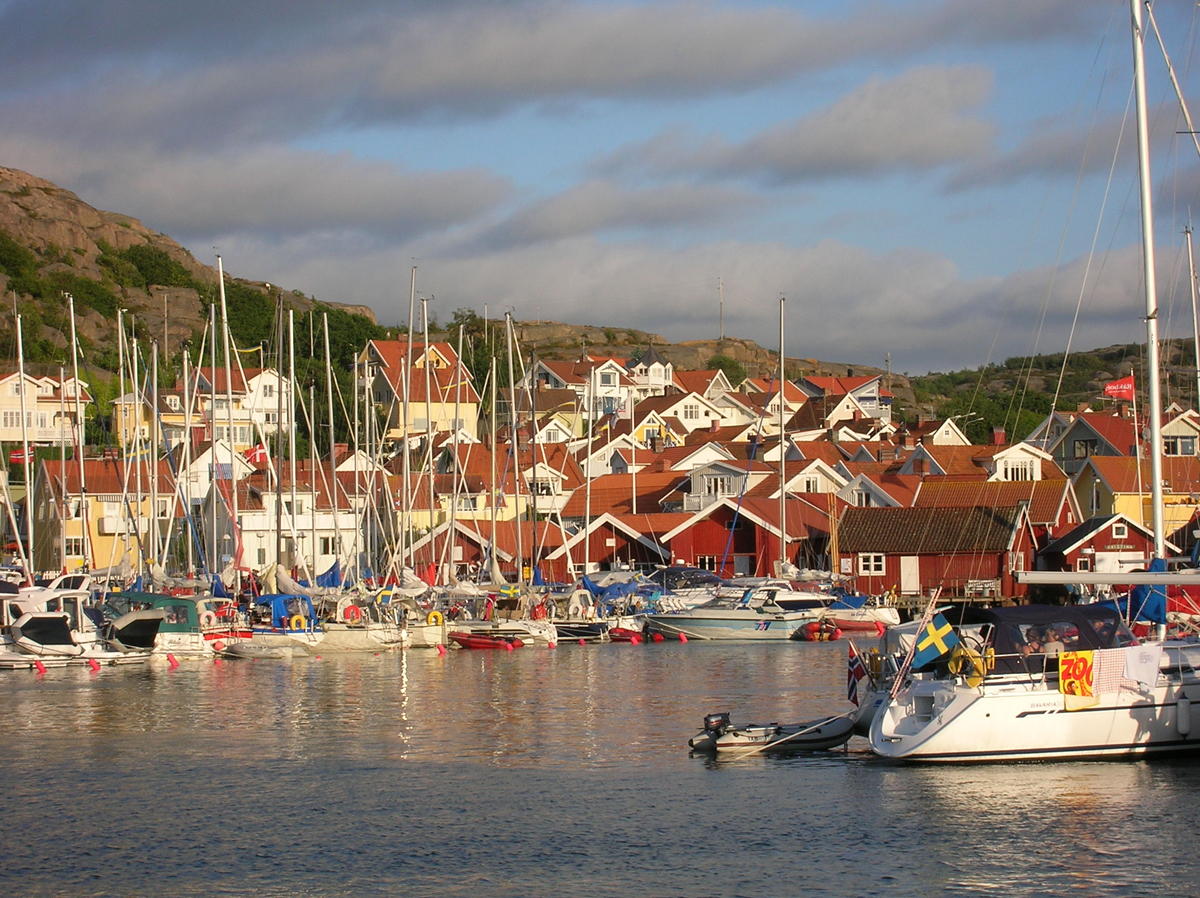
O pequeno porto de Hunnebostrand
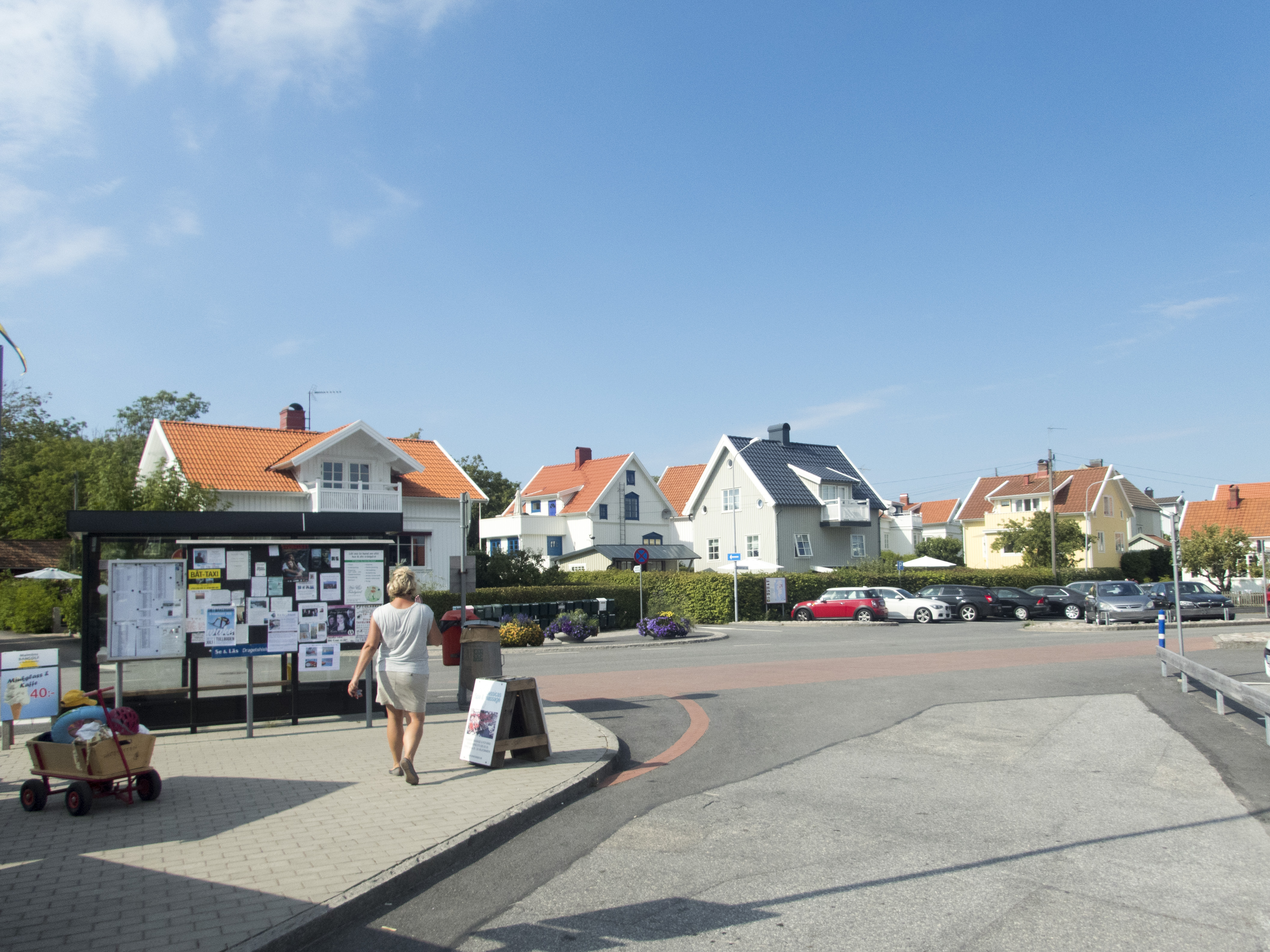
A localidade de Malmön, na pequena ilha de Malmön